# Witiko
Witiko (Wihtikow), Witiko su zli divovi ljudožderi iz Cree mitologije. Witikosi igraju uloge čudovišta i bauka u nekim legendama; u drugima, Cree—muškarci koji počine grijehe (osobito sebičnost, proždrljivost ili kanibalizam) pretvaraju se u Witiko kao kaznu. Izgled Witika je ogroman, monstruozan i napravljen od leda ili obložen ledom. U nekim Cree pričama, gledajući izravno u Witiko, osoba će ostati paralizirana i bespomoćna protiv njega. Kaže se da je Witikovo srce napravljeno od leda, a čudovište se može trajno ubiti samo ako mu se srce potpuno otopi.
Ostali nazivi Wihtikiw, Wihtikow, Wihtiko, Wiihtiko, Wetiko, Uitiko, Wiitiko, Weetigo, Witiku, Witigo, Weetekow, Weeteego, Wee-tee-go, Outikou, Outiko, Weediko, Wi'tiko, Weeghteko, Wehtigo, Wetigo, Wihtigo, Weh-ta-ko, Whit-Te-Co. Witikowak je oblik množine (također se piše wihtikowak ili wihtikiwak.)